# Anhydrid kyseliny mellitové
Anhydrid kyseliny mellitové je organická sloučenina se sumárním vzorcem C12O9.
Tato látka je v podstatě oxidem uhlíku, podobně jako CO, CO2 a CO3. Jedná se o sublimovatelnou pevnou látku; poprvé ji připravili Justus Liebig a Friedrich Wöhler roku 1830, přičemž také určili empirický vzorec C4O3; vlastnosti látky byly podrobně popsány roku 1913. Anhydrid kyseliny mellitové si zachovává aromatickou povahu benzenového kruhu